# Brookside (Delaware)
Brookside é uma região censo-designada localizada no estado americano de Delaware, no Condado de New Castle. Possui quase 15 mil habitantes, de acordo com o censo nacional de 2020.

## Geografia
De acordo com o Departamento do Censo dos Estados Unidos, a região tem uma área de 10,07 km², dos quais 10,05 km² estão cobertos por terra e 0,01 km² (0,1%) por água.

### Localidades na vizinhança
O diagrama seguinte representa as localidades num raio de 16 km ao redor de Brookside. 

## Demografia
Desde 1970, o crescimento populacional médio, a cada dez anos, é de 18,6%.

### Censo 2020
Segundo o censo nacional de 2020, a sua população é de 14 974 habitantes e sua densidade populacional de 1 489,4 hab/km². Seu crescimento populacional na última década foi de 4,3%, abaixo do crescimento estadual de 10,2%.
Possui 5 838 residências que resulta em uma densidade de 580,7 residências/km² e um aumento de 5,3% em relação ao censo anterior. Deste total, 3,7% das unidades habitacionais estão desocupadas. A média de ocupação é de 2,7 pessoas por residência.
A renda familiar média é de 58 555 dólares e a taxa de emprego é de 64,7%.